# Flavio Fulvio Orsini
Flavio Fulvio Orsini (Nápoles, 1532 - Roma, 17 de julho de 1581) foi um cardeal do século XVII

## Biografia
Nasceu em Nápoles em 1532. Segundo filho de Ferrante (Ferdinando) Orsini, duque de Gravina, e de sua segunda esposa, Beatrice Ferrillo del Balzo di Aragona. Seu primeiro nome também está listado como Flavius; como Fúlvio; e como Fúlvio; e seu sobrenome como Ursinus. Nobre romano. Patrício Napolitano. Dos duques de Monterotondo. A família deu à igreja vários papas e cardeais: Papa Celestino III (1191-1198); Papa Nicolau III (1277-1280); Papa Bento XIII (1724-1730); Matteo Orsini (1262); Latino Malabranca Orsini, OP (1278); Giordano Orsini (1278); Napoleão Orsini (1288); Francesco Napoleão Orsini (1295); Giovanni Gaetano Orsini (1316); Matteo Orsini , OP (1327); Rinaldo Orsini (1350); Giacomo Orsini (1371); Poncelo Orsini (1378); Tommaso Orsini de Manoppello (1383?); Giordano Orsini, iuniore (1405); Latino Orsini (1448); Cosma Orsini , OSB (1480); Giovanni Battista Orsini (1483); Franciotto Orsini (1517); Alessandro Orsini (1615); Virginio Orsini, OSIo.Hieros. (1641); e Domenico Orsini de Aragão (1743).
Estudou direito e literatura; obteve o doutorado em utroque iure na Universidade de Perugia em 1556..
Clérigo romano. Prelado doméstico de Sua Santidade..
Ordenado em 1559..
Eleito bispo de Muro Lucano, sua rivalidade materna, 29 de novembro de 1560. Consagrada, 15 de março de 1561, capela do consagrador na Piazza Navona, Roma, pelo cardeal Giovanni Michele Saraceno, auxiliado por Giovanni Giacomo Barba, bispo de Terni e sacristão papal , e por Giulio Galetti, ex-bispo de Alessano. Na mesma cerimônia foi consagrado Annibale Saraceno, bispo de Lecce, sobrinho do consagrador principal. Referendário dos Tribunais da Assinatura Apostólica de Justiça e de Graça. Adquiriu o cargo de auditor da Câmara Apostólica em 1º de maio de 1561. Renunciou ao governo da diocese antes de 6 de julho de 1562. Seus esforços em 1563 como membro da Congregação para Estradas, Pontes e Fontes e depois, em 1570, como chefe da administração da Acqua Vergine, foram recompensados pelo Papa Pio IV com concessões especiais que lhe permitiram, em anos posteriores, alimentar as fontes do seu viridário com ramos daquele aqueduto..
Criado cardeal sacerdote no consistório de 12 de março de 1565; recebeu o chapéu vermelho e o título de S. Giovanni a Porta Latina, em 15 de maio de 1565. Optou pelo título de Ss. Marcellino e Pietro, 17 de novembro de 1565. Participou do conclave de 1565-1566, que elegeu o Papa Pio V. Administrador da sé metropolitana de Cosenza, 24 de janeiro de 1569; entrou em conflito com o vice-rei da Espanha, que não concordou em estender aos leigos as disposições do Concílio de Trento sobre o concubinato; renunciou ao cargo antes de 16 de setembro de 1573. Participou do conclave de 1572, que elegeu o Papa Gregório XIII. Legado a latereantes do rei Carlos IX da França; ele deixou Roma em 6 de setembro de 1572; a missão foi difícil porque ocorreu poucos dias depois do massacre dos huguenotes na noite de São Bartolomeu; e porque era muito ambicioso para os seguintes objectivos: favorecer a aproximação entre França e Espanha através do casamento do irmão do rei Carlos IX da França com uma das filhas do rei Filipe II de Espanha; atrair o apoio da França para a Liga dos Príncipes Católicos contra os Turcos; promover a publicação dos decretos tridentinos na França e erradicar a heresia; a missão terminou em um impasse. Deixou Paris em janeiro de 1573 e foi enviado a Bolonha para tentar em vão resolver um conflito entre a Santa Sé e o duque de Ferrara; finalmente, ele voltou para Roma, onde em anos anteriores realizou diversas compras imobiliárias com o objetivo de criar uma espetacular vinha no Pincio entre a moderna via del Babuino, de S. Giacomo, de Gesù e Maria e do Corso. Nomeado protetor da França em 1573. Prefeito da Assinatura dos Breves em 1575. Optou pelo título de S. Prisca, em 9 de julho de 1578, mantendoem recomendação de seu antigo título até sua morte. Protetor da Espanha em 1580. Protetor da Flandres em 1581. Foi às termas de Pozzuoli para tentar recuperar a saúde..
Teve importantes conhecidos intelectuais como Giovanni Maria Nanino e Stefano Rossetti que compuseram músicas dedicadas a ele; e esteve próximo de um círculo cultural reunido em Roma no final dos anos sessenta em torno de Isabella de'Medici, esposa de Paolo Giordano Orsini do ramo Monterotondo; nos mesmos anos teve ao seu serviço, talvez como professor de música, o flamengo Filippo di Monte (mais tarde mestre de capela do imperador Maximiliano). Ele se dava muito bem com escritores como Antonio Querenghi e Uberto Foglietta. Entre 1561 e 1565, um sobrinho de Francesco Guicciardini, Piero, deu-lhe um dos manuscritos autógrafos do Ricordi ..
Morreu em Roma em 17 de julho de 1581, no palácio dos marqueses de Trivico, Ferrante Loffredo, em Pizzofalcone, no bairro beapolitano de S. Ferdinando (3) . Enterrado na igreja de S. Domenico em Nápoles, onde seu pai foi sepultado. Designou como herdeiro universal seu sobrinho Giovanni Antonio, ainda menor, filho de seu falecido irmão Virginio, de quem havia assumido a tutela..